# Helicops tapajonicus
Helicops tapajonicus är en ormart som beskrevs av Da Frota 2005. Helicops tapajonicus ingår i släktet Helicops och familjen snokar. Inga underarter finns listade i Catalogue of Life.
Arten förekommer i norra Brasilien i delstaten Pará. Färgen på ovansidan är grön som mossa samt gröngul på undersidan. Honor lägger inga ägg utan föder levande ungar.